# إيرين روتليف
إيرين هوب روتليف (ولدت في 11 أبريل 1995) هي لاعبة تنس محترفة من نيوزيلندا مثلت كندا سابقًا. أصبحت المصنفة الأولى عالميًا في الزوجي في 15 يوليو 2024. فازت إيرين بلقب الزوجي الرئيسي في بطولة أمريكا المفتوحة 2023 بالشراكة مع غابرييلا دابروفسكي. أصبحت ثاني امرأة نيوزيلندية تفوز ببطولة كبرى في العصر المفتوح، بعد فوز جودي كونور بلقب الزوجي للسيدات في بطولة أستراليا المفتوحة عام 1979. كانت إيرين بطلًا للرابطة الوطنية لرياضة الجامعات مرتين مع مايا جانسن في موسمي 2014 و 2015.
حصلت على أعلى تصنيف لها في مسيرتها المهنية وهو رقم 17 في 21 يناير 2013. درست في جامعة ألاباما، وكانت جزءًا من فريق التنس من سبتمبر 2013 حتى تخرجها في مايو 2017، وتخصصت في العلاقات العامة.
سمح لها فوزها في بطولة هارديز برو كلاسيك 2018 في دوثان بولاية ألاباما بالدخول إلى قائمة أفضل 200 لاعبة في تصنيف الزوجي لأول مرة، بينما دفعها فوزها بعد أسبوعين في تشارلستون بولاية ساوث كارولينا إلى الوصول إلى قائمة أفضل 150 لاعبة. احتلالها للمركز الثاني في بطولة واشنطن عام 2018، جعلها ضمن أفضل 100 لاعبة. وجاء لقبها الأول في منافسات الزوجي ضمن بطولات رابطة محترفات التنس بعد ثلاث سنوات في بطولة باليرمو المفتوحة للسيدات الثانية والثلاثين في يوليو 2021.

## بداية حياتها
ولدت إيرين في نيوزيلندا بينما كان والداها، روبرت روتليف وكاثرين ماكلينان، في مغامرة إبحار حول العالم. وقد مكثوا هناك أربع سنوات قبل أن يعودوا إلى كندا. لديها شقيقتان، تارا وتيس، والأخيرة هي سباحة بارالمبية دولية. كلاهما ولدا في أوكلاند أيضًا. انتقلت إلى مونتريال في سبتمبر 2011 للتدريب في المركز الوطني للتدريب وبقيت هناك حتى عام 2013.

## حياة مهنية

### 2010–2011
في أكتوبر 2010، فازت إيرين بلقب الزوجي في بطولة G4 في برلنغتون، أونتاريو. فازت بأول لقب فردي لها في فئة الناشئين في نفس البطولة بعد عام واحد. في أكتوبر 2011، وصلت إلى ربع النهائي في كل من الفردي والزوجي في بطولة ساجويناي تشالنجر بقيمة 50 ألف دولار، بفوزها على أليزي ليم في الجولة الثانية. وصلت إلى ربع نهائي الزوجي بقيمة 50 ألف دولار للمرة الثانية على التوالي في تورنتو في الأسبوع التالي.

### 2012
في أبريل، فازت إيرين بلقبي الفردي والزوجي في بطولة G2 في كاب داي. وفي وقت لاحق من ذلك الشهر وصلت إلى نهائي الزوجي في المجموعة الأولى في بوليو سور مير. خسرت في الجولة الأولى في منافسات الفردي في بطولة فرنسا المفتوحة للناشئين وبطولة ويمبلدون، لكنها وصلت إلى ربع النهائي في منافسات الزوجي في ويمبلدون. في أغسطس، حصلت على بطاقة دعوة في قرعة التصفيات المؤهلة لكأس روجرز ووصلت إلى الجولة الثانية. وصلت إلى نهائي الزوجي في المجموعة الأولى في ريبنتيني، كيبيك في سبتمبر. لقد هُزمت في الجولة الأولى في منافسات الفردي في بطولة أمريكا المفتوحة للناشئين، لكنها وصلت إلى ربع النهائي في منافسات الزوجي. فازت بلقب الزوجي في GB1 في تولسا، أوكلاهوما مع كارول تشاو، وهزمت شارلوت بيتريك ودينيس ستار في النهائي. وصلت إيرين أيضًا إلى ربع نهائي الزوجي مرتين في أكتوبر: في بطولتي $50k المتحدون في ساجويناي وتورنتو.

### 2013
خسرت إيرين في الجولة الأولى في منافسات الفردي في بطولة أستراليا المفتوحة للناشئين، لكنها وصلت إلى ربع النهائي في منافسات الزوجي لتحقق لقبها الثالث على التوالي في البطولات الأربع الكبرى. في فبراير، وصلت إلى نهائي الزوجي الاحترافي لأول مرة في البطولة التي تبلغ قيمتها 25 ألف دولار في لونسيستون، تسمانيا. هُزمت في الجولة الأولى في الفردي والجولة الثانية في الزوجي في بطولة فرنسا المفتوحة للناشئين. في بداية شهر يوليو، وصل إيرين إلى الدور نصف النهائي في منافسات الزوجي في بطولة كوبر تشالنجر التي تبلغ قيمتها 50 ألف دولار. في أغسطس، فازت بالميدالية الذهبية في الفردي في دورة الألعاب الصيفية الكندية في شيربروك.

### 2014
في يوليو، وصلت إيرين وشريكتها كارول تشاو إلى الدور نصف النهائي في بطولة تشالنجر دي جاتينو التي تبلغ قيمتها 25 ألف دولار. وبعد أسبوع، في بطولة 25 ألف دولار في جرانبي، وصلت هي وتشاو إلى نهائي الزوجي الثالث في مسيرتهما. وكان من المفترض أن يواجهوا هيروكو كواتا وريكو سواياناجي على اللقب، ولكنهم اضطروا إلى الانسحاب بسبب الإصابة.

### 2015
في يوليو، وصلت إيرين إلى نهائي الزوجي في جرانبي (حدث بقيمة 50 ألف دولار الآن) للعام الثاني على التوالي، هذه المرة مع لورا روبسون، لكنهما هُزمتا في مجموعات متتالية على يد الأستراليتين جيسيكا مور وستورم ساندرز. في الشهر التالي، فازت إيرين وشريكتها مايا جانسن بالبطولة الوطنية المفتوحة للتنس في الزوجي، وحصلتا على بطاقة دعوة للسحب الرئيسي. لقد هُزموا في الجولة الأولى على يد راكيل كوبس جونز وأبيجيل سبيرز.

### 2016
وصلت إيرين إلى نهائي فرديها الاحترافي الأول في يوليو 2016، في بطولة وينيبيج التي تبلغ قيمتها 25 ألف دولار، حيث هزمتها زميلتها المتأهلة فرانشيسكا دي لورينزو في مجموعات متتالية. في أوائل أكتوبر، فازت بأول لقب لها في منافسات الزوجي الاحترافية، حيث شاركت مع آندي دانييل، في تشارلستون، بولاية ساوث كارولينا.

### 2017
وفي يونيو/حزيران، وافق الاتحاد الدولي للتنس على السماح لإيرين بتغيير جنسيتها التمثيلية إلى بلد ميلادها. لعبت إيرين أولى مبارياتها في كأس الاتحاد مع نيوزيلندا ضد تركمانستان وأوزبكستان في يوليو، وخسرت مباراة واحدة فقط في أول ظهور لها بعد فوزها على جولجان محمد كولييفا. في أكتوبر، هذه المرة مع دي لورينزو كشريك لها، وصلت إلى نهائي الزوجي في بطولة ساجويناي تشالنجر، كندا، والتي تبلغ قيمتها 60 ألف دولار، ولكن كان عليهما الانسحاب بعد إصابة دي لورينزو. في الأسبوع التالي، في بطولة تورنتو التي تبلغ قيمتها 60 ألف دولار، فازت بلقبها الثاني في الزوجي، حيث هزمت يسالين بونافينتور وفيكتوريا رودريجيز، وتشاركت أليكسا جواراتشي. في ديسمبر، وصلت إلى نهائي الزوجي مع مايا جانسن في بطولة سولابور، الهند، والتي تبلغ قيمتها 15 ألف دولار.

### 2018
في يناير، فازت إيرين مع مواطنتها جاد لويس بلقبيها الثالث والرابع في الزوجي، في أسبوعين متتاليين في بطولات الاتحاد الدولي للتنس في شرم الشيخ. وبعد أسبوع، حصلت على لقبها الثالث على التوالي في نفس المكان، هذه المرة في الفردي على حساب ناديا جيلكريست.
وانضمت إيرين بعد ذلك إلى فريق نيوزيلندا في البحرين للمشاركة في تصفيات المجموعة الثانية لكأس الاتحاد الآسيوي/أوقيانوسيا. وبعد أن حصلت على راحة من مباراة اليوم الأول أمام لبنان، خاضت إيرين مباراتها الأولى في اليوم التالي عندما التقت نيوزيلندا مع المصنفة الأولى أوزبكستان. وفي مباراتها الثانية ضد لاعبتها الأولى سابينا شاريبوفا (سبق أن لعبت ضدها في بطولة كأس الاتحاد عام 2017)، خسرت إيرين بنتيجة 7-5، 6-1. ورغم خسارتها للمباريات الثلاث، احتلت نيوزيلندا المركز الثاني في المجموعة، وانتقلت إلى مباراة تحديد المركزين الخامس والثامن ضد باكستان في اليوم التالي، حيث تغلبت إيرين على أوشنا سوهيل بنتيجة 6-3، 6-1.
في إيرابواتو بالمكسيك، فازت إيرين بلقبها الثالث في منافسات الزوجي في الاتحاد الدولي للتنس لهذا العام عندما تعاونت مع أليكسا جواراتشي مرة أخرى. وتبع ذلك خسارة في الدور نصف النهائي في جاكسون بولاية ميسيسيبي، ولكنهم فازوا بلقب آخر معًا بعد أسبوع في بيلهام بولاية ألاباما، وفازوا بلقبهم الثالث في أربعة أسابيع في دوثان. كان الحدث الأخير، وهو بطولة بقيمة 80 ألف دولار، هو الفوز الأكبر لكلا اللاعبين. لقد خسروا في ربع نهائي البطولة التالية على مستوى 80 ألف دولار في شارلوتسفيل بولاية فيرجينيا ولكنهم فازوا مرة أخرى في آخر الأحداث الثلاثة، في تشارلستون بولاية ساوث كارولينا، حيث تغلبوا على لويزا كيريكو وآلي كيك.
وبعد ذلك توجهت إيرين إلى كوريا الجنوبية لبدء سلسلة من البطولات في آسيا. مع شريكة جديدة، فيكتوريا رودريغيز، خسرت في الدور نصف النهائي من الحدث الأول في إنتشون. وبالانتقال إلى تايلاند، فاز الثنائي باللقب في أول بطولة لعبوها في هوا هين، وأكملوا الثنائية بالفوز مرة أخرى بعد أسبوع. كان هذا هو لقب إيرين الثامن في الزوجي هذا العام.
تأهلت إيرين وجواراشى إلى بطولة ويمبلدون. لقد خسروا أمام الأبطال النهائيين باربورا كرجتشيكوفا وكاترينا سينياكوفا في الجولة الأولى من القرعة الرئيسية.
ومن هناك عادت إيرين إلى كندا، وتعاونت مرة أخرى مع فيكتوريا رودريجيز في بطولة الاتحاد الدولي للتنس في جاتينو، كيبيك؛ وتعرضتا للهزيمة في ربع النهائي. وفي بطولة واشنطن المفتوحة، وهي أول بطولة لها ضمن جولة رابطة محترفات التنس، تعاونت اللاعبتان مرة أخرى مع غواراشي، ووصلتا إلى النهائي، حيث خسرتا في مجموعات متتالية أمام المصنفتين الثالثة هان شينيون وداريا جوراك. وعند عودتهما إلى كندا مع غواراشي، هُزمتا على يد كارسون برانستاين وريبيكا مارينو في الجولة الأولى من بطولة الاتحاد الدولي للتنس في فانكوفر.
توجهت إيرين إلى كيرنز للمشاركة في أولى سلسلة بطولات الاتحاد الدولي للتنس في أستراليا. وبعد خسارتها في تصفيات الفردي، حصلت هي وشريكتها لأول مرة أسترا شارما على المركز الثاني في منافسات الزوجي. خسروا أمام المصنفين الأولين نايكثا باينز وشو شيلين في المباراة النهائية. وفي داروين، خسرت هي وإيلين بيريز في الدور ربع النهائي. وصلت هي وفريا كريستي إلى الدور نصف النهائي في بريسبان، وفازت بلقبها التاسع في الزوجي هذا العام في توومبا، لكنها خسرت مع شريكين مختلفين في الجولة الأولى في كل من بنديجو وكانبيرا.
عند عودتها إلى الولايات المتحدة للمشاركة في بطولة رابطة محترفات التنس الأخيرة لها هذا الموسم، تعاونت إيرين مرة أخرى مع أليكسا جواراتشي في حدث رابطة محترفات التنس 125 في هيوستن، تكساس؛ حيث هُزمتا في الجولة الأولى على يد ميجان ماناسي وجيسيكا بيجولا. بعد شهر، كانت إيرين في أوكلاند حيث خسرت في الدور نصف النهائي من بطولة نيوزيلندا أمام فالنتينا إيفانوف، لكنها فازت في منافسات الزوجي باعتبارها المصنفة الأولى مع بايج هوريجان.

### 2019
بعد حصولها على بطاقة دعوة للمشاركة في تصفيات الفردي في أوكلاند، تعرضت إيرين للهزيمة في مجموعات متتالية على يد ألكسندرا بانوفا. خسرت هي وجواراشى أمام تيميا بابوس وجوليا جورجيس في مباراة الزوجي. لقد ذهبا كلاهما إلى هوبارت ولكن مع شريكين مختلفين، حيث خسرت إيرين وفيرا لابكو في الجولة الأولى. كانت الفعالية التالية لإيرين هي بطولة نيوبورت بيتش تشالنجر في كاليفورنيا، حيث خسرت هي وكريستي آن في الجولة الأولى أمام ماناسي وبيجولا.
ثم خاضت سلسلة من البطولات خسرت فيها إما في الجولة الأولى أو الثانية، حتى جاءت للدفاع عن لقبها في بطولة إيرابواتو. وخسرت هي وآنا دانيلينا في الدور نصف النهائي بنتيجة 7-6، 6-4 أمام البطلتين في النهاية بايج هوريجان والأسترالية أسترا شارما. وخسرت في الدور ربع النهائي في بطولتيها التاليتين في المكسيك، ثم في الجولة الأولى من بطولة رابطة محترفات التنس في بوغوتا.
ومن هناك، وصلتا إلى جولة الملاعب الرملية في الولايات المتحدة، حيث حاولتا مع أليكسا جواراتشي الدفاع عن لقبهما في دوثان، ولكنهما تعرضتا للهزيمة في الجولة الأولى على يد بياتريس جوموليا وأبي مايرز. وتعاونت إيرين مع دي لورينزو للوصول إلى ربع النهائي في شارلوتسفيل، ثم مع آلي كيك للوصول إلى الدور نصف النهائي في الحدث التالي في تشارلستون. في بونيتا سبرينجز، فاز جواراتشي وإيرين بالبطولة.
تبع ذلك خسارة الدور نصف النهائي في إسبانيا، ثم الخروج من الدور الأول في سوربيتون، ثم الهزيمة في ربع النهائي في نوتنغهام أمام مونيكا نيكوليسكو وإيلينا غابرييلا روس.
ثم تعاونت إيرين مع ماديسون برينجل في بطولة ويمبلدون، وخسرت في الجولة الأولى أمام هان شينيون وأوكسانا كالاشنيكوفا. وتبع ذلك خسائر في الجولة الأولى أو الثانية في البطولات الأربع التالية التي خاضها إيرين. لقد تعاونت مع نعومي برودي في بطولة فانكوفر المفتوحة للوصول إلى النهائي، حيث خسرت أمام ناو هيبينو ومييو كاتو.

### 2020
حصلت إيرين على بطاقة دعوة للمشاركة في تصفيات الفردي والزوجي في بطولة أوكلاند المفتوحة. خسرت أول مباراة فردية لها أمام سارة إيراني، وخسرت هي وآلي كيك أمام كارولين جارسيا وجوليا جورجيس في الجولة الأولى من منافسات الزوجي.
وكانت محطتها التالية هي بطولة الاتحاد الدولي للتنس في بيرني. اضطرت إلى الانسحاب من منافسات الفردي في الدور الثاني في التصفيات أمام إيرينا رامياليسون. دخلت القرعة الرئيسية كخاسرة محظوظة، وتم سحبها لمواجهة رامياليسون مرة أخرى. هذه المرة، فازت بمجموعتين متتاليتين، لكنها خسرت مباراتها في الدور الثاني أمام ماديسون إنجليس. لقد كانت شريكة فاني ستولار في منافسات الزوجي، وخسرتا ربع النهائي أمام بايج هوريجان وديستاني أيافا.
استأنفت بطولة الاتحاد الدولي للتنس نشاطها في نيوزيلندا بعد انقطاع دام سبع سنوات، حيث أقيمت أول بطولة للسيدات في هاميلتون. فازت إيرين وإيميلي فانينج بلقب الزوجي.
وتلت ذلك بطولتان في بيرث، حيث خسرت إيرين في الجولة الأولى من منافسات الفردي في الأسبوع الأول، وفي الجولة التأهيلية النهائية في الأسبوع الثاني. وصلت هي وجيمي فورليس إلى النهائيات في أول حدث للزوجي، لكن إيرين اضطرت إلى الانسحاب في ربع النهائي في الأسبوع الثاني عندما تعرضت شريكتها أرينا روديونوفا لإصابة أثناء لعب الفردي. وقد تعافى الأخيرون بحلول الوقت الذي انتقلوا فيه إلى ميلدورا للأسبوع التالي، ووصلوا إلى النهائي، وخسروا أمام تيريزا ميهاليكوفا وأبي مايرز.
شاركت إيرين في منافسات الزوجي فقط، واستأنفت مشاركتها في أول بطولة بعد التوقف بسبب جائحة كوفيد، وهي بطولة ليكسينغتون تشالنجر (مع روبن أندرسون )، لكنها خسرت في الجولة الأولى، كما حدث في براغ (مع إنغريد نيل )، وهي البطولة التي حلت محل الأحداث التأهيلية لبطولة الولايات المتحدة المفتوحة. وصلت هي وناومي برودي إلى الدور ربع النهائي في كأس إسطنبول، ولكنها ونيل تعرضتا لهزيمة أخرى في الجولة الأولى عندما لعبتا في كانيس سور مير.
وفي بورتو، جاءت هي وجانا فيت في المركز الثاني في بطولة قيمتها 25 ألف دولار، ثم عادلت هذه النتيجة عندما جاءت هي وجيمي لوب في المركز الثاني في أورلاندو، وخسرتا أمام راشيدا ماكادو وأليسيا باركس.

### 2021: الدور الثالث من بطولة أمريكا المفتوحة، أول لقب لجولة رابطة محترفات التنس في الزوجي
بدأت إيرين العام ببطولات الاتحاد الدولي للتنس في روما، جورجيا، ونيوبورت بيتش، كاليفورنيا. فازت بأول مباراة تأهيلية فردية لها في روما، وخسرت في ربع نهائي الزوجي في كلا الحدثين. أقيمت أول مباراة لها في بطولة رابطة محترفات التنس لهذا العام في بوغوتا، حيث خسرت هي وفيكتوريا توموفا أمام أرانتشا روس وتامارا زيدانشيك في الجولة الأولى.

### 2022: ربع نهائي البطولات الكبرى وبطولة رابطة محترفات التنس 1000 نقطة، الظهور الأول ضمن أفضل 30 لاعبة
في يناير 2022، وصلت إلى الدور نصف النهائي من بطولة مطار أديلايد الدولي 2 مع أليسيا روزولوسكا. وصلوا إلى الدور ربع النهائي على مستوى رابطة محترفات التنس 1000 في بطولة قطر المفتوحة للسيدات وبطولة ميامي المفتوحة. وصل الثنائي أيضًا إلى نهائيين آخرين، في بطولة كأس سانت بطرسبرغ للسيدات رابطة محترفات التنس 500 وبطولة باد هومبورغ المفتوحة.
في أول ظهور لها في بطولة فرنسا المفتوحة، وصلت إلى الدور الثالث لأول مرة في مسيرتها مع روسولسكا. لقد تعاونت مع روسولسكا في بطولة ويمبلدون حيث وصلت إلى ربع النهائيات في المركز الحادي عشر لأول مرة في بطولة كبرى، لتصبح أول امرأة من نيوزيلندا منذ مارينا إراكوفيتش تصل إلى دور الثمانية في عام 2011. ظهرت لأول مرة ضمن أفضل 30 لاعبة في العالم في المركز 29 في 8 أغسطس 2022، بعد فوزها بلقب بطولة واشنطن المفتوحة مع جيسيكا بيجولا.
عادت إلى نيوزيلندا للمشاركة في بطولاتها الأولى منذ ما يقرب من ثلاث سنوات، وفازت هي وبايج هوريجان بلقب الزوجي في بطولة Eves Open الافتتاحية التي تبلغ جوائزها 25 ألف دولار في باباموا.

### 2023: أول ظهور في فردي رابطة محترفات التنس (WTA) وأول فوز، ولقب الزوجي في بطولة أمريكا المفتوحة، ونصف نهائي بطولة رابطة محترفات التنس (WTA)
شاركت لأول مرة في منافسات الفردي بجولة رابطة محترفات التنس على أرضها في أوكلاند كبطاقة دعوة. خسرت بثلاث مجموعات أمام إيلينا جابرييلا روس في الجولة الأولى. فازت إيرين بلقبها الثالث في الزوجي بالشراكة مع ألديلا سوتجيايدي في بطولة ATX المفتوحة لعام 2023. لقد هزموا المصنفتين الأوليين نيكول ميليشار مارتينيز وإيلين بيريز في ثلاث مجموعات للحصول على اللقب.
في ستراسبورغ، حصلت على مكان الخاسر المحظوظ في القرعة الرئيسية بعد خسارتها في مجموعات متتالية أمام أنجلينا جابويفا في الجولة الأخيرة من التصفيات. في القرعة الرئيسية، هزمت هسيه سو وي، وحصلت على أول فوز لها في منافسات الفردي في القرعة الرئيسية لجولة رابطة محترفات التنس، قبل أن تنسحب من البطولة قبل مباراتها في الدور الثاني ضد إيلينا سفيتولينا.
في أغسطس، احتلت إيرين المرتبة 54 في منافسات الزوجي والمرتبة 16 في الزوجي مع شريكتها الجديدة غابرييلا دابروفسكي في بطولة الولايات المتحدة المفتوحة، ووصلت إلى ربع نهائي بطولة جراند سلام للزوجي للمرة الثانية. وفي ربع النهائي، تغلب الثنائي على المصنفتين السادسة ليلى فرنانديز وتايلور تاونسند في ثلاث مجموعات ليصلا إلى الدور نصف النهائي. هناك، هزموا هسيه سو وي، الذي كان في سلسلة انتصارات كبرى من 16 مباراة، بعد فوزه ببطولة فرنسا المفتوحة 2023 وبطولة ويمبلدون 2023، ووانغ شينيو للوصول إلى النهائي لأول مرة في مسيرة إيرين والثانية في مسيرة دابروفسكي. وفي المباراة النهائية، واجهتا البطلتين السابقتين لورا سيجموند وفيرا زفوناريفا. هزمواهما بمجموعات متتالية ليحصدوا لقب بطولة الولايات المتحدة المفتوحة، وهو اللقب الأول لكلا اللاعبين في البطولات الأربع الكبرى. وبهذا الفوز دخلت إيرين قائمة العشرين الأوائل لأول مرة في مسيرتها.
في بطولة جوادالاخارا المفتوحة، وصل الثنائي إيرين/دابروفسكي إلى نهائي بطولة رابطة محترفات التنس 1000 لأول مرة، حيث خسرا أمام ستورم هانتر وإليز ميرتنز. تأهلت إيرين إلى نهائيات رابطة محترفات التنس لعام 2023 في كانكون بفضل فوزها في بطولة تشنغتشو المفتوحة، مما جعلها أول لاعبة من نيوزيلندا تتنافس في الحدث المرموق الذي يقام في نهاية العام، كما قادت إيرين إلى أعلى تصنيف في مسيرتها المهنية وهو رقم 13 عالميًا في 16 أكتوبر 2023 وإلى رقم 12 بعد أسبوع. مع وصولها إلى الدور نصف النهائي في نهائيات رابطة محترفات التنس، وصلت إيرين إلى المركز الحادي عشر في 6 نوفمبر 2023.

### 2024: بطلة نهائيات رابطة محترفات التنس، ونهائي ويمبلدون، والمصنفة الأولى عالميًا
وصلت إيرينر إلى نهائي بطولة رابطة محترفات التنس 1000 للمرة الثانية مع غابرييلا دابروفسكي في بطولة ميامي المفتوحة حيث خسر الثنائي أمام البديلتين بيثاني ماتيك ساندز وصوفيا كينين في شوط كسر التعادل للبطلتين.
بالتعاون مع كوكو جوف، وصلت أيضًا إلى النهائي في بطولة إيطاليا المفتوحة وحققت أعلى تصنيف في مسيرتها المهنية وهو رقم 3 في 20 مايو 2024.
بفوزها بلقبها السادس في يونيو، في بطولة نوتنغهام المفتوحة والأول على الملاعب العشبية مع دابروفسكي، على هارييت دارت وديان باري، وصلت إلى أعلى تصنيف في مسيرتها المهنية وهو رقم 2 في 17 يونيو 2024.
إلى جانب دابروفسكي، وصلت إلى نهائي بطولة ويمبلدون وخسرت أمام كاترينا سينياكوفا وتايلور تاونسند. ونتيجة لذلك، أصبح إيرين اللاعب رقم 1 عالميًا في الزوجي بعد البطولة، في 15 يوليو. كما وصلت أيضًا إلى الدور نصف النهائي في الزوجي المختلط مع مواطنتها مايكل فينوس.
بعد حصولهما على المركز الثاني في نهائيات رابطة محترفات التنس في الرياض، المملكة العربية السعودية، لم تهزم دابروفسكي وإيرين لتتصدرا مجموعتهما وتصلا إلى الدور نصف النهائي، حيث هزمتا نيكول ميليشار مارتينيز وإيلين بيريز في مجموعات متتالية. هزمت إيرين ودابروفسكي كاترينا سينياكوفا وتايلور تاونسند في المباراة النهائية للفوز بأول لقب لهما في نهائيات جولة رابطة محترفات التنس. في هذه العملية، أصبحت إيرين أول نيوزيلندي يفوز بلقب نهائيات رابطة محترفات التنس.

### 2025: لقبا تشارلستون وشتوتغارت
بعد حصولهما على المركز الثاني، وصل إيرين ودابروفسكي إلى الدور نصف النهائي في بطولة أستراليا المفتوحة، لكنهما خسرا أمام يلينا أوستابينكو وهسيه سو وي.
بالتعاون مع يلينا أوستابينكو، فازت بلقب الزوجي في بطولة تشارلستون المفتوحة في أبريل، بعد أن هزمت كارولين دوليهايد وديزيري كراوزيك في النهائي. اجتمعت إيرين مع دابروفسكي في وقت لاحق من ذلك الشهر، وفازت بلقب الزوجي في بطولة شتوتغارت المفتوحة، متغلبة على إيكاترينا ألكسندروفا وتشانج شواي في النهائي.

## الجدول الزمني لأداء الزوجي في البطولات الأربع الكبرى
مفتاح
| ف | ن | ن.ن | ر.ن | د# | د.م | ل | أ.أ | ت | غ | ب | ف | ذ | م.خ | ل.ت |

(ف) فاز بالبطولة (ن) وصل النهائي (ن.ن) نصف النهائي (ر.ن) ربع النهائي (د#) الأدوار الأربعة الأولى (د.م) دور المجموعات (ل) شارك في كأس ديفيز (أ.أ) خرج من الأدوار الاولى (ت) خسر التصفيات التأهيلية (غ) غاب عن الحدث أو البطولة (ب) حصل على ميدالية برونزية (ف) حصل على ميدالية فضية (ذ) حصل على ميدالية ذهبية (م.خ) بطولة الماسترز خُفضت إلى مرتبة أقل (ل.ت) البطولة لم تعقد في السنة المعينة.
لتجنب الارتباك وازدواجية الحساب، يتم تحديث هذه المعلومات إما في نهاية البطولة، أو عندما تكون مشاركة اللاعب في البطولة قد انتهت.
| البطولة            | 2015 | .... | 2018 | 2019 | 2020 | 2021 | 2022 | 2023 | 2024 | (إل)  |
| ------------------ | ---- | ---- | ---- | ---- | ---- | ---- | ---- | ---- | ---- | ----- |
| افتتاح أستراليا    | (أ)  |      | (أ)  | (أ)  | (أ)  | (أ)  | د#   | د#   | (ف)  | 4–3   |
| فتح فرنسي          | (أ)  |      | (أ)  | (أ)  | (أ)  | (أ)  | ل    | د#   | ل    | 4–3   |
| ويمبلدون           | (أ)  |      | د#   | د#   | ل.ت  | (أ)  | ق.ف  | د#   | F    | 8–5   |
| المفتوحة الأمريكية | د#   |      | (أ)  | (أ)  | (أ)  | ل    | د.م  | ف    | ق.ف  | 12–4  |
| الربح والخسارة     | 0–1  |      | 0–1  | 0–1  | 0–0  | 2–1  | 6–4  | 6–3  | 14–4 | 28–15 |

## نهائيات بطولة جراند سلام

### الزوجي: 2 (لقب واحد، وصيف واحد)
| نتيجة | سنة  | البطولة               | سطح | شريك               | المنافسون                        | نتيجة              |
| ----- | ---- | --------------------- | --- | ------------------ | -------------------------------- | ------------------ |
| يفوز  | 2023 | بطولة أمريكا المفتوحة | صعب | غابرييلا دابروفسكي | لورا سيجموند · فيرا زفوناريفا    | 7-6(11-9)، 6-3     |
| خسارة | 2024 | ويمبلدون              | عشب | غابرييلا دابروفسكي | تايلور تاونسند كاترينا سينياكوفا | 6-7(5-7)، 6-7(1-7) |

## نهائيات هامة أخرى

### بطولات رابطة محترفات التنس الألف

#### الزوجي: 5 (لقب واحد، 4 وصيف)
| نتيجة | سنة  | البطولة                    | سطح  | شريك               | المنافسون                       | نتيجة                 |
| ----- | ---- | -------------------------- | ---- | ------------------ | ------------------------------- | --------------------- |
| خسارة | 2023 | بطولة غوادالاخارا المفتوحة | صعب  | غابرييلا دابروفسكي | صائد العواصف إليز ميرتنز        | 6-3، 2-6، [4-10]      |
| خسارة | 2024 | بطولة ميامي المفتوحة       | صعب  | غابرييلا دابروفسكي | صوفيا كينين بيثاني ماتيك ساندز  | 6-4، 6-7(5-7)، [9-11] |
| خسارة | 2024 | بطولة إيطاليا المفتوحة     | فخار | كوكو جوف           | سارة إيراني ياسمين باوليني      | 3-6، 6-4، [8-10]      |
| خسارة | 2024 | بطولة كندا المفتوحة        | صعب  | غابرييلا دابروفسكي | كارولين دولهايد ديزيريه كراوزيك | 6-7(2-7)، 6-3، [7-10] |
| يفوز  | 2024 | بطولة سينسيناتي المفتوحة   | صعب  | آسيا محمد          | ليلى فرنانديز يوليا بوتينتسيفا  | 3-6، 6-1، [10-4]      |

## نهائيات بطولة رابطة محترفات التنس

### الزوجي: 22 (10 ألقاب، 12 وصيفًا)
| أسطورة                         |
| ------------------------------ |
| جراند سلام (1–1)               |
| رابطة محترفات التنس 1000 (1–4) |
| رابطة محترفات التنس 500 (3-4)  |
| رابطة محترفات التنس 250 (4–3)  |

| النهائيات حسب السطح |
| ------------------- |
| صعب (6-8)           |
| الطين (3-1)         |
| العشب (1-3)         |

## نهائيات بطولة رابطة محترفات التنس للتحدي

### الزوجي: 2 (الوصيف)
| نتيجة | و–ل | تاريخ      | البطولة                           | سطح  | شريك            | المنافسون                 | نتيجة            |
| ----- | --- | ---------- | --------------------------------- | ---- | --------------- | ------------------------- | ---------------- |
| خسارة | 0–1 | يوليو 2021 | تشارلستون برو، الولايات المتحدة   | فخار | ألديلا سوتجيادي | ليانغ إن شو ريبيكا مارينو | 7-5، 5-7، [7-10] |
| خسارة | 0–2 | مايو 2023  | بطولة كاتالونيا المفتوحة، إسبانيا | فخار | أليكسا جواراتشي | صائد العواصف إلين بيريز   | 1-6، 6-7(8-10)   |

## نهائيات بطولة الاتحاد الدولي للتنس

### الفردي: 2 (لقب واحد، وصيف واحد)
| أسطورة           |
| ---------------- |
| بطولات W25 (0–1) |
| بطولات W15 (1–0) |

| النهائيات حسب السطح |
| ------------------- |
| صعب (1-1)           |
| الطين (0–0)         |

| نتيجة | و–ل | تاريخ       | البطولة                                   | الطبقة   | سطح | الخصم                | نتيجة    |
| ----- | --- | ----------- | ----------------------------------------- | -------- | --- | -------------------- | -------- |
| خسارة | 0–1 | يوليو 2016  | وينيبيغ تشالنجر، كندا                     | دبليو 25 | صعب | فرانشيسكا دي لورينزو | 4-6، 1-6 |
| يفوز  | 1-1 | فبراير 2018 | الاتحاد الدولي لكرة المضرب شرم الشيخ، مصر | دبليو 15 | صعب | ناديا جيلكريست       | 6-3، 7-5 |

### الزوجي: 29 (16 لقبًا، 13 وصيفًا)
| أسطورة                                 |
| -------------------------------------- |
| بطولات بقيمة 100،000 دولار (2-1)       |
| بطولات بقيمة 80،000 دولار (2-0)        |
| بطولات بقيمة 50،000/60،000 دولار (2-3) |
| بطولات بقيمة 25000 دولار (6-7)         |
| بطولات بقيمة 10/15000 دولار (4-2)      |

| النهائيات حسب السطح |
| ------------------- |
| صعب (10–10)         |
| الطين (6-2)         |
| العشب (0-1)         |

## منافسات كأس الاتحاد/كأس بيلي جين كينج

### الفردي (4-2)
| طبعة | منصة                           | تاريخ       | موقع                | ضد         | سطح | الخصم                       | و/ل | نتيجة    |
| ---- | ------------------------------ | ----------- | ------------------- | ---------- | --- | --------------------------- | --- | -------- |
| 2017 | المنافسات الأولية داخل مجموعات | يوليو 2017  | دوشانبي، طاجيكستان  | تركمانستان | صعب | جولجان محمدت كولييفا        | و   | 6-1، 6-0 |
| 2017 | المنافسات الأولية داخل مجموعات | يوليو 2017  | دوشانبي، طاجيكستان  | أوزبكستان  | صعب | سابينا شاريبوفا             | ل   | 3-6، 1-6 |
| 2017 | مباريات التصفيات النهائية      | يوليو 2017  | دوشانبي، طاجيكستان  | سريلانكا   | صعب | نثمي هيماشي وادج            | و   | 6-2، 6-0 |
| 2018 | المنافسات الأولية داخل مجموعات | فبراير 2018 | البحرين             | أوزبكستان  | صعب | سابينا شاريبوفا             | ل   | 5-7، 1-6 |
| 2018 | مباريات التصفيات النهائية      | فبراير 2018 | البحرين             | باكستان    | صعب | أوشنا سهيل                  | و   | 6-3، 6-1 |
| 2019 | مباريات التصفيات النهائية      | يونيو 2019  | كوالالمبور، ماليزيا | ماليزيا    | صعب | شريفة إليسيا وان عبد الرحمن | و   | 6-0، 6-0 |

### الزوجي (10-4)
| النسخة | المرحلة                                               | التاريخ     | الموقع              | ضد         | السطح  | الشريك             | المنافسون                                 | W/L | النتيجة            |
| ------ | ----------------------------------------------------- | ----------- | ------------------- | ---------- | ------ | ------------------ | ----------------------------------------- | --- | ------------------ |
| 2017   | المنافسات الأولية داخل مجموعات                        | يوليو 2017  | دشانبي طاجيكستان    | تركمانستان | صعبة   | جوانا كارسويل      | (جاهان بايراموفا) غولجان محمّتكوليّفا       | (و) | 6–2، 6–1           |
| 2017   | المنافسات الأولية داخل مجموعات                        | يوليو 2017  | دشانبي طاجيكستان    | أوزبكستان  | صعبة   | جوانا كارسويل      | أكغل امانمورادوفا كومولا عمروفا           | (أ) | 3–6، 4–6           |
| 2019   | المنافسات الأولية داخل مجموعات                        | يونيو 2019  | كوالا لمبور ماليزيا | بنغلاديش   | صعبة   | بيج هوريان         | مشفيا عفرين سُسمتة سين                     | (و) | 6–0، 6–1           |
| 2019   | المنافسات الأولية داخل مجموعات                        | يونيو 2019  | كوالا لمبور ماليزيا | باكستان    | صعبة   | (فالنطينا إيفانوف) | ميكه خوكار نور مالك                       | (و) | 6–0، 6–1           |
| 2019   | المنافسات الأولية داخل مجموعات                        | يونيو 2019  | كوالا لمبور ماليزيا | هونغ كونغ  | صعبة   | (فالنطينا إيفانوف) | (نغ كوان يو) (ووه هو تشينغ)               | (و) | 6–2، 6–2           |
| 2019   | مباريات التصفيات النهائية                             | يونيو 2019  | كوالا لمبور ماليزيا | ماليزيا    | صعبة   | (فالنطينا إيفانوف) | سارة ناير جاويريا نوردين جواهرياه نوردين  | (و) | 6–3، 4–6، 6–3      |
| 2020   | المنافسات الأولية داخل مجموعات                        | فبراير 2020 | ويلنجتون نيوزيلندا  | منغوليا    | صعبة   | كيلي ساوثوود       | جارغال آلتانسارني بولور انخباير           | (و) | 6–2، 6–1           |
| 2020   | المنافسات الأولية داخل مجموعات                        | فبراير 2020 | ويلنجتون نيوزيلندا  | باكستان    | صعبة   | (فالنطينا إيفانوف) | ماهين قريشي أوشنا سهيل                    | (و) | 6–1، 6–0           |
| 2020   | المنافسات الأولية داخل مجموعات                        | فبراير 2020 | ويلنجتون نيوزيلندا  | سنغافورة   | صعبة   | إيميلي فانينج      | سارة بانغ تامي تان                        | (و) | 6–0، 6–0           |
| 2022   | المرحلة التمهيدية بنظام المجموعات ضمن المجموعة الأولى | أبريل 2022  | أنطاليا تركيا       | الصين      | (كلاي) | (فالنطينا إيفانوف) | (شو ييفان) يانغ تشاوكسون                  | (أ) | 3–6، 1–6           |
| 2022   | المرحلة التمهيدية بنظام المجموعات ضمن المجموعة الأولى | أبريل 2022  | أنطاليا تركيا       | كوريا      | (كلاي) | بيج هوريان         | كيم دابن كيم ناري                         | (أ) | 2–6، 6–2، 6–7(6–8) |
| 2022   | المرحلة التمهيدية بنظام المجموعات ضمن المجموعة الأولى | أبريل 2022  | أنطاليا تركيا       | اليابان    | (كلاي) | بيج هوريان         | (شوكو أوياما) إينا شيبهارا                | (أ) | 3–6، 6–4، 2–6      |
| 2022   | المرحلة التمهيدية بنظام المجموعات ضمن المجموعة الأولى | أبريل 2022  | أنطاليا تركيا       | الهند      | (كلاي) | بيج هوريان         | سواجنيا بافيستيتي ريا باتيا               | (و) | 6–2، 6–0           |
| 2022   | المرحلة التمهيدية بنظام المجموعات ضمن المجموعة الأولى | أبريل 2022  | أنطاليا تركيا       | إندونيسيا  | (كلاي) | بيج هوريان         | جيسي رومبي أليدا سوتيادي أليديلا سوتجيادي | (و) | 6–3، 4–6، 7–6(7–3) |

## روابط خارجية
- على موقع رابطة محترفات كرة المضرب
- إيرين روتليف في موقع الاتحاد الدولي لكرة المضرب
- إيرين روتليف في ألاباما كريمسون تايد
- إيرين روتليف في اللجنة الأولمبية الدولية

1. ↑  The WTA International tournaments were reclassified as WTA 250 tournaments in 2021.